# Adrian Mohr (Politiker)

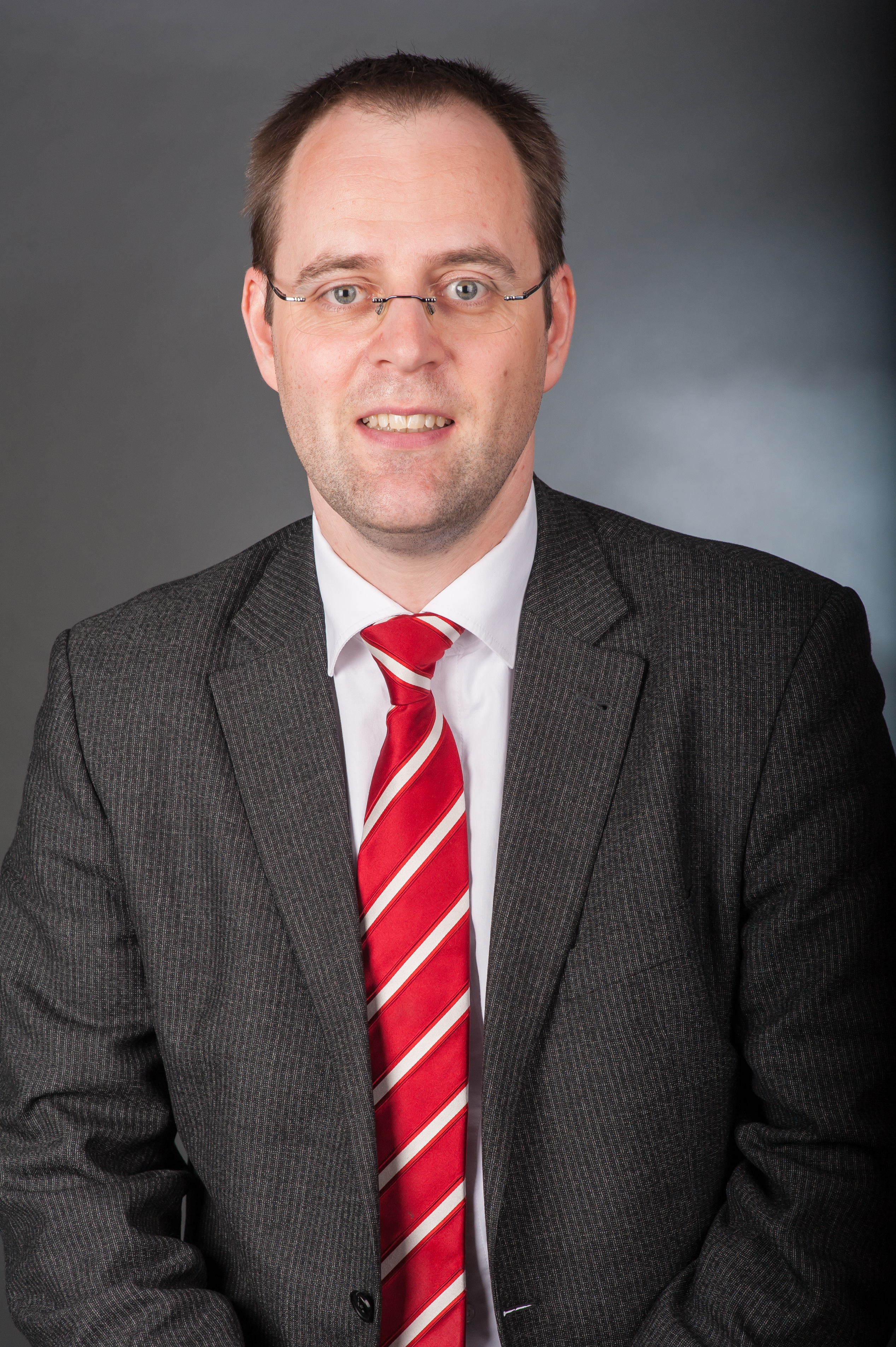
Adrian Mohr, 2013

Adrian Mohr (* 6. Januar 1974 in Verden (Aller)) ist ein deutscher Politiker (CDU). Er war vom 19. Februar 2013 bis zum 15. Oktober 2017 Mitglied des Niedersächsischen Landtags.

## Ausbildung, Beruf und Familie
Mohr besuchte die Grund- und die Realschule in Dörverden, an der er im Jahr 1990 den erweiterten Sekundarabschluss I erwarb, 1993 folgte das Abitur am Fachgymnasium Wirtschaft der BBS Verden-Dauelsen. Anschließend absolvierte er eine Berufsausbildung zum Sparkassenkaufmann bei der Kreissparkasse Verden. Ab 1996 war er als Angestellter der Kreissparkasse tätig. Im Jahr 2001 machte er eine Fortbildung zum Sparkassenbetriebswirt in Hannover. In der Folge war er bis zu seiner Wahl in den Landtag im Jahr 2013 im Firmenkunden-Kreditgeschäft mit Schwerpunkt Unternehmens- und Bilanzanalyse tätig.
Mohr ist evangelisch-lutherisch, verheiratet und Vater von zwei Kindern.

## Politik
Mohr wurde im März 1990 Mitglied der Jungen Union (JU), im selben Jahr wurde er zum Vorsitzenden der JU Dörverden gewählt. Er übte dieses Amt bis 1998 aus. Im Herbst 1990 wurde er auch Mitglied der CDU. Von 1999 bis Ende 2008 war er Vorsitzender des CDU-Gemeindeverbandes Dörverden. Seit 2008 ist er Vorsitzender des CDU-Kreisverbandes Verden, zudem ist er im CDU-Bezirksverband Elbe/Weser Vorstandsmitglied und Ehrenvorsitzender der JU im Kreis Verden.
1996 wurde er zum ersten Mal in den Gemeinderat Dörverden gewählt und war dort ab 2001 Vorsitzender der CDU-Ratsfraktion. Seit 2001 ist er auch stellvertretender Bürgermeister der Gemeinde Dörverden und Kreistagsabgeordneter des Landkreises Verden. Im Kreistag ist er seit 2006 stellvertretender CDU-Fraktionsvorsitzender, und seit 2011 stellvertretender Kreistagsvorsitzender.
Im März 2012 nominierte die CDU ihn als Direktkandidaten für die niedersächsische Landtagswahl 2013 im Wahlkreis Verden. Bei der Landtagswahl am 20. Januar 2013 gewann Mohr den Wahlkreis mit 42,4 % der Erststimmen und schaffte so den Einzug in den niedersächsischen Landtag. Bei der niedersächsischen Landtagswahl am 15. Oktober 2017 verlor er sein Direktmandat an die SPD-Kandidatin Dörte Liebetruth und schied aus dem Parlament aus. Die CDU-Fraktion bestellte ihn jedoch zu ihrem hauptamtlichen Geschäftsführer.